# Marián Jozef
Marián Jozef (* 22. července 1959) je bývalý slovenský fotbalista, obránce.

## Fotbalová kariéra
V československé lize hrál za Tatran Prešov. V československé lize nastoupil ve více než 100 utkáních a dal 6 gólů.

## Ligová bilance
| Ročník                                   | Zápasy | Góly | Klub          |
| ---------------------------------------- | ------ | ---- | ------------- |
| 1. československá fotbalová liga 1977/78 | -      | 1    | Tatran Prešov |
| 1. československá fotbalová liga 1978/79 | 11     | 0    | Tatran Prešov |
| 1. československá fotbalová liga 1980/81 | 17     | 2    | Tatran Prešov |
| 1. československá fotbalová liga 1981/82 | 12     | 1    | Tatran Prešov |
| 1. československá fotbalová liga 1982/83 | 11     | 0    | Tatran Prešov |
| 1. československá fotbalová liga 1984/85 | 19     | 2    | Tatran Prešov |
| 1. československá fotbalová liga 1985/86 | 28     | 0    | Tatran Prešov |
| 1. československá fotbalová liga 1986/87 | 15     | 0    | Tatran Prešov |
| CELKEM 1. liga                           | -      | 6    |               |